# Lijst van traditionele typen zeilschepen
Types traditionele zeilschepen:
| Aak              | vracht                      |
| Bark             | vracht                      |
| Barkas           | sloep, visserij             |
| Barkentijn       | vracht                      |
| Blazer           | visserij                    |
| Boatsje          | vracht                      |
| Boeier           | vracht                      |
| Beugsloep        | visserij                    |
| Bol              | visserij                    |
| Bom of Bomschuit | visserij                    |
| Botter           | visserij                    |
| Brigantijn       | oorlogsschip en koopvaardij |
| Brik             | oorlogsschip en koopvaardij |
| Buis             | visserij                    |
| Crabschuyt       | visserij                    |
| Dogger           | visserij                    |
| Ever             | vracht, visserij            |
| Fluit            | koopvaardij                 |
| Fregat           | oorlogsschip en koopvaardij |
| Fries jacht      | vracht                      |
| Gaffelaar        | visserij                    |
| Galei            | oorlogsschip                |
| Galjas           | oorlogsschip                |
| Galjoen          | koopvaardij                 |
| Grundel          | visserij                    |
| Harense punt     | vracht                      |
| Hengst           | visserij en veer            |
| Hoeker           | visserij                    |
| Heude            | binnenvaart                 |
| Hoogaars         | visserij                    |
| Hulk             | vracht                      |
| Jacht            | oorlogsschip, wedstrijd     |
| Jol              | visserij                    |
| Jonk             | koopvaardij                 |
| kat              | koopvaardij                 |
| Karveel          | vracht                      |
| Keen             | vracht                      |
| Klipper          | vracht                      |
| Kubboot          | visserij                    |
| Klipperaak       | vracht                      |

| Knarr             | vracht                                                |
| Kof               | koopvaardij                                           |
| Kogge             | koopvaardij                                           |
| Korvet            | oorlogsschip                                          |
| Kraak             | koopvaardij                                           |
| Kwak              | visserij                                              |
| Langschip         | koopvaardij, oorlogsschip                             |
| Lemsteraak        | visserij-vracht                                       |
| Linieschip        | oorlogsschip                                          |
| Logger            | visserij                                              |
| Mot               | vracht                                                |
| Nef               | koopvaardij                                           |
| Otter             | vracht                                                |
| Pakketboot        | oorlogsschip en koopvaardij                           |
| Pinas             | oorlogsschip en koopvaardij                           |
| Pleit             | koopvaardij en visserij                               |
| Pluut             | visserij                                              |
| Poon              | vracht                                                |
| Punter            | vracht, (paling)visserij                              |
| Retourschip       | koopvaardij                                           |
| Schoener          | vracht                                                |
| Schokker          | visserij                                              |
| Schouw            | visserij                                              |
| Sinago            | visserij                                              |
| Skûtsje           | vracht                                                |
| Sloep             | koopvaardij                                           |
| Smak              | koopvaardij                                           |
| Snauw             | vracht                                                |
| Snik              | vracht                                                |
| Statenjacht       | vracht, personenvervoer                               |
| Staverse jol      | visserij                                              |
| Tjalk             | vracht                                                |
| Tjotter           | vracht                                                |
| Volendammer kwak  | visserij                                              |
| Vollenhovense bol | visserij                                              |
| Volschip          | verzamelnaam voor dwarsgetuigde schepen               |
| Wieringeraak      | visserij                                              |
| Windjammer        | verzamelnaam voor de laatste grote stalen zeilschepen |
| Zalmschouw        | visserij                                              |